# Isoneuromyia bicingulata
Isoneuromyia bicingulata är en tvåvingeart som beskrevs av Edwards 1940. Isoneuromyia bicingulata ingår i släktet Isoneuromyia och familjen platthornsmyggor. Inga underarter finns listade i Catalogue of Life.